# راميل صفروف
راميل صاحب أوغلو صفروف ((بالأذرية: Ramil Sahib oğlu Səfərov)‏ ولد في 25 أغسطس 1977) ضابط في الجيش الأذربيجاني أُدين بجريمة قتل في عام 2004 بقتل الملازم أول غورغين مارغريان. خلال ندوة تدريبية برعاية الناتو في بودابست، اقتحم صفروف غرفة نوم مارغريان ليلاً وقتله بفأس أثناء نومه. في عام 2006، أُدين سافاروف بجريمة قتل من الدرجة الأولى وحُكم عليه بالسجن مدى الحياة في هنغاريا لمدة 30 عامًا كحد أدنى. بعد تقديم الطلب بموجب اتفاقية ستراسبورغ، تم تسليمه في 31 أغسطس 2012 إلى أذربيجان، حيث تم استقباله كبطل، وعفا عنه الرئيس الأذربايجاني إلهام علييف على الرغم من التأكيدات المخالفة المقدمة إلى المجر، وتم ترقيته إلى رتبة قائد وحصل على شقة وأكثر من ثماني سنوات من متأخرات الرواتب. وفقا للسلطات الأذربيجانية، تم العفو عن صفروف وفقا للمادة 12 من الاتفاقية. بعد العفو عن صفروف، قطعت أرمينيا العلاقات الدبلوماسية مع المجر واندلعت احتجاجات فورية في يريفان. وقد أدانت المنظمات الدولية وحكومات العديد من الدول عملية التسليم على نطاق واسع، بما في ذلك الولايات المتحدة وروسيا وفرنسا.